# Сан Луис Обиспо (град)
Сан Луис Обиспо (на испански: San Luis Obispo) е град и окръжен център на окръг Сан Луис Обиспо в щата Калифорния, САЩ. Сан Луис Обиспо е с население от 44 174 жители (2000) и обща площ от 27,70 км² (10,70 мили²).

## Личности
Родени
- Зак Ефрон (р. 1987), артист и певец